# Diospyros collinsiae
Diospyros collinsiae är en tvåhjärtbladig växtart som beskrevs av William Grant Craib. Diospyros collinsiae ingår i släktet Diospyros och familjen Ebenaceae. Inga underarter finns listade i Catalogue of Life.